# Pedro Díaz (pintor)

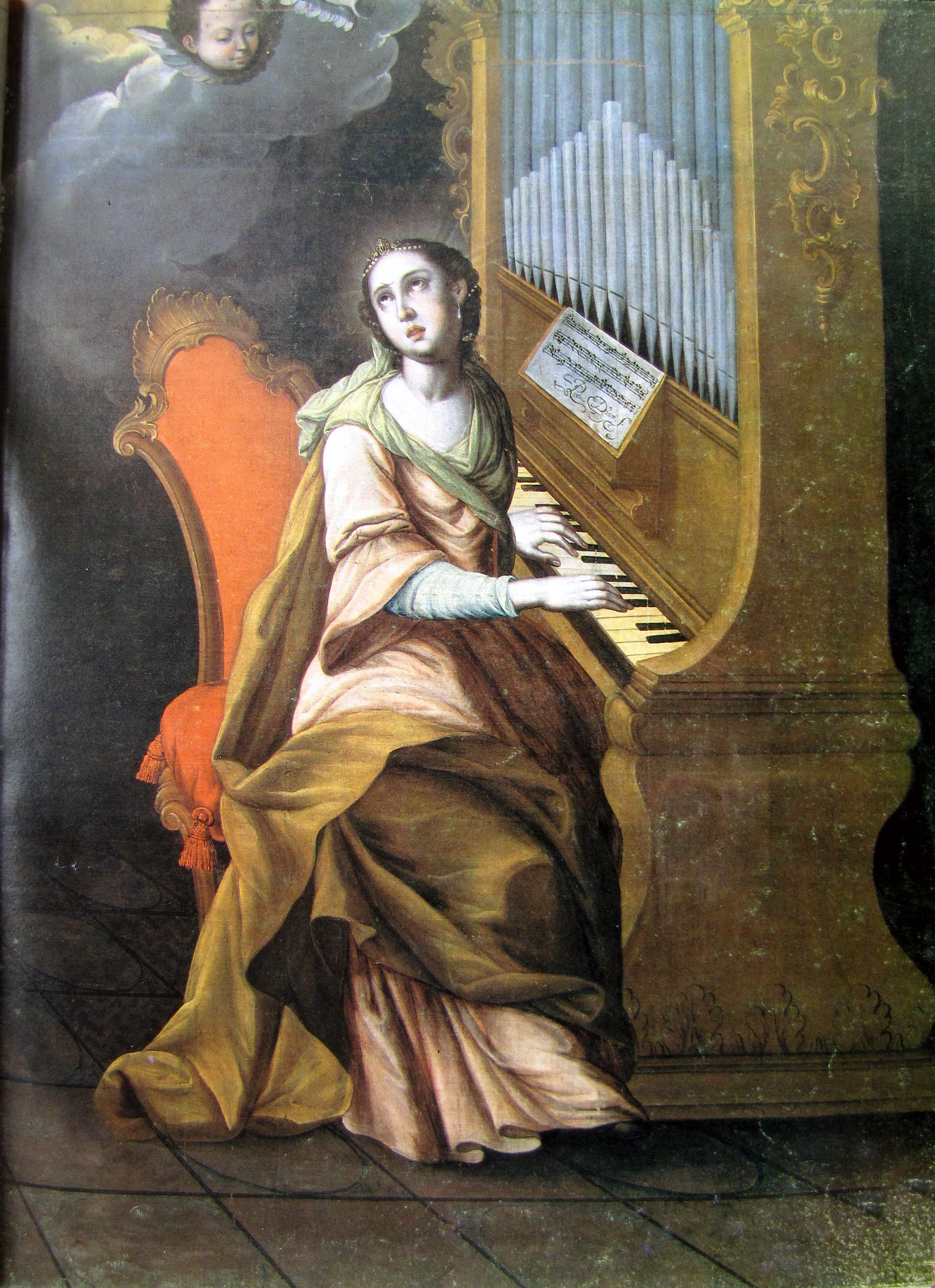
Santa Cecilia, óleo sobre lienzo, Lima, convento de la Merced.

Pedro José Díaz (Lima, f. 1750-1815)  fue un pintor del Virreinato del Perú.

## Biografía
Contemporáneo de José Gil de Castro y Pablo Rojas. Recibió importantes encargos para la corte del Virreinato del Perú, como por ejemplo el retrato del Virrey Fernando de Abascal y en 1804 el retrato del Virrey José Gabriel de Avilés.
Entre sus obras se distinguen "Santa Cecilia", "David tocando el arpa", "La Crucifixión con San Francisco y Santo Domingo", "San Francisco Solano y Santa Rosa con el niño", todas demuestran el carácter religioso de su temática. El tratamiento del detalle recibe especial atención por parte del artista, ejemplos que se pueden ver en los elementos que integran el fondo de sus cuadros.